# Papež Nikolaj I.
Nikolaj I., tudi Nikolaj Veliki, papež Rimskokatoliške cerkve in svetnik; * okrog 810 Rim (Papeška država, Frankovsko kraljestvo); † 13. november 867 Rim ( Papeška država, Italija, Sveto rimsko cesarstvo). 

## Življenjepis
Ko je umrl Benedikt III. , se je v Rimu ravno mudil cesar Ludvik II. (850-875). Verjetno je prav to spodbudilo Rimljane volilne upravičence, ki so bili sicer tako ljubosumni na svoje pravice, da so pozabili na običajne strankarske prepire ter enoglasno izvolili ter posadili na Apostolski sedež najboljšega in najsposobnejšega Rimljana, sina regionarija Teodorja, arhidiakona Nikolaja.

Rodil se je v Rimu okrog 810 (med 800-820) v ugledni družini očetu Teodorju, ki je bil obrambni poveljnik. V Lateranski šoli se je izobrazil; Sergij II. ga je posvetil v subdiakona, a Leon IV. v diakona. Postal je desna roka Benediktu III. v vodstvu Cerkve. Odseval je možato lepoto, nenarejeno skromnost, v pomembnih zadevah pa izredno odločnost: tako je vzbujal pri vseh zaupanje in so ga radi ubogali. Reveži, ki jim je prej kot arhidiakon tolikokrat pomagal in jim brisal solze, so bili sedaj zanj silno navdušeni. Vrh vsega je bil široko razgledan, zelo učen, zgovoren in vešč diplomat, o čemer pričajo že njegova prva dejanja. 

## Papeško kronanje inSveta solunska brata

### Prvo papeško kronanje
Cesar Ludvik je odobril njegovo izvolitev, nakar je Nikolaj izrekel prisego zvestobe. 24. aprila 858 so ga že posvetili, ustoličili in kronali. To je bilo prvo papeško kronanje s pravo krono v zgodovini, medtem ko je bilo poslednje pri Pavlu VI., ki pa tiste krone – papeške tiare po kronanju ni več nosil, ampak jo je prodal za dobrobit revežev. Papeško kapo so obdali z zlato krono; najbrž zato, da bi to ugajalo navzočemu cesarju – ali pa so to storili celo po njegovi želji. Slovesnosti so trajale skozi tri dni, nakar je cesar odšel v svoj tabor. Papež ga je šel obiskat; tedaj je cesar držeč za brzde vodil konja, ki ga je papež jahal. To je bilo običajno skazovanje časti v tistem času in vse do Friderika Barbarossa v tem dejanju noben cesar ni videl nič ponižujočega. 

### Zanimivi freski s papežem in solunskima bratoma

#### Freska v cerkvi sv. Klemena
Mabillonov Ordo Romanus IX vsebuje tudi posvetitev rimskega škofa. 
Izvoljeni, mora biti kardinal-duhovnik ali kardinal-diakon, se napoti v baziliko svetega Petra z duhovščino in ljudstvom. V zakristijo ga oblečejo v papeška oblačila, nakar gre h „Veroizpovedi sv. Petra” (=Confessio sancti Petri) in se vleže na tla; schola cantorum medtem poje Introit „Elegit te Dominus” (Gospod te je izvolil). Nato vstane ing re k oltarju k prestolu. Eden od škofov posvečevalcev mu drži evangeljsko knjigo nad glavo; prvi in drugi škof posvečevalec molita nad njim posvetilno molitev, a tretji škof ga posveti; arhidiakon ga ogrne s palijem. 

V spremstvu diakona ga posadijo na prestol. Tam intonira „Gloria In excelsis Deo” (Slava Bogu na višavah) ter vsem vošči mir. Med. mašo vsi pristopijo k obhajilu. Po maši gre v procesiji v zakristijo, in gredoč blagoslavlja vse navzoče. Nato odide iz cerkve in na spodnji stopnici ga že čaka osedlani konj njegovega predhodnika ali pa sedež. »Patroni« pokrajin trikrat zapojejo: »Gospod papež Leon, ki ga je izvolil sveti Peter, da bi sedel na njegovem sedežu še mnogo let.« Konjev gospodar se približa in povezne na papežovo glavo krono (regnum), ki je napravljena iz bele snovi in podobna čeladi. To je bila brez dvoma prava krona, tiara z zlatim obročem v osnovi. S tiaro na glavi se vzpne na konja in obkrožen s sodniki je pripravljen na ježo po z ljudmi prenapolnjenih ulicah, ki prepevajo laudes (hvalnice). 

Neke vrste obreda kronanja je gotovo obstajala v devetem stoletju in očitno so jo uporabili pri papežu Nikolaju . Takratne razmere osvetljuje freska v kripti cerkvi svetega Klemena , ki jo je 1857 odkril  Joseph Mullooly  . To fresco je naročila neka Maria Macellaria v zahvalo za prejeta uslišanja. Slikarija prikazuje prenos telesa, očitno svetnika in škofa, ker je naslikan s palijem in avreolo. Za telesom gre papež med dvema cerkvenima dostojanstvennikoma. Onadva sta oblečena enako, vendar obleka ni rimska. Ena od the oseb ima avreolo oziroma sij, druga pa nosi velik križ. Napis pod fresko označuje papeža kot Nikolaja I. z okroglim sijajem okrog glave, na kateri nosi krono v obliki tiare. Isti papež je priakazan na sliki desno, ko mašuje v kapelici. 

Če je cerkev bila porušena 1084 (kot trdi Robert Guiscard), potem je bila freska napravljena pred tem datumom in najverjetneje pred smrtjo svetega Metoda (†885), brata drugega velikega slovanskega apostala, svetega Cirila. Po tem lahko sklepamo na prenos svetega Klemena, čigar truplo sta sveta brata prinesla v Rim. Okrogli sijaj na glavi dostojanstvenika desno od papeža Nikolaja je sveti Ciril. Njegova glava je okrašena, ker je za časa slikanja bil že mrtev; drugi dostojanstvenik levo od papeža pa je metod, ki je bil v tem času še živ. Papež Nikolaj je bil seveda že mrtev, ko sta sveta brata prispela v Rim. Tako je potekal prenos relikvij pod njegovim naslednikom, Hadrijanom II.. Ker ju je pa poklical v Rim Nikolaj, ima na freski odlično mesto in napis. S poslikavo svetniškega sija okoli glave je slikar zadosti jasno nakazal, da je bil v času prenosa že mrtev. Če potemtakem lahko bralec sklepa, da je freska nastala pred smrtjo sv. Metoda, imamo pri roki sodobno poročilo, da je papež Nikolaj prvi nosil krono okrašeno z dragulji. 

V zakristiji sv. Petra obstaja še drugi ostanek preteklosti, ki najbrž dokazuje, da so papeži v 9. st. nosili krono. Slika je 1455 v popisu omenjena kot »Konstantinova«. V njenem zgornjem delu sta doprsna lika sv. Petra in Pavla in med njima lik našega Gospoda , ki ju blagoslavlja. Nad apostoloma sta njuni imeni v slovanski pisavi. V sredini spodnje polovice je moški lik, ki nosi na ramah palij in kleči na kolenih. Dva druga lika predstavljata grška meniha, ki stojita vsak na eni strani. Nedvomno je figura, ki nosi krono, papež Hadrijan, ki blagoslavlja sv. Metoda. »Meniha sta torej brata Ciril in Metod, in je torej ta freska sočasna s prej omenjeno. Najverjetneje je bila darovana za konfesijo sv. Petra, kamor jo je namenil sv. Metod v spomin na svojega brata Cirila oziroma Konstantina.

## Delovanje

### Spor s kraljemLotarjem
Papež je avtoritativno posegel tudi v zadeve svetnih vladarjev. Lotarinški kralj Lotar II. je obdolžil svojo ženo Teutbergo sramotnih grehov, da bi jo lahko odslovil in da bi se lahko poročil s priležnico Valdrado. S Teutbergo ni mogel imeti otrok, medtem ko mu je Valtrada podarila tri sinove! Pod pritiskom in grožnjami je kraljica priznala očitane ji prestopke. Ničnost prvega zakona sta potrdila kölnski in trierski nadškof, zatem pa še sinoda v Metzu 860 . Kraljico so zaprli v samostan, kralju pa 862 dovolili novo poroko. Papež Nikolaj je razvelja¬vil sklepe te sinode, oba nadškofa odstavil in potrdil veljavnost prvega Lotarjevega zakona. Vztrajal je pri svojem sklepu celo tedaj, ko je kralj papežu grozil in se je kraljeva vojska prikazala pred rimskim obzidjem. Ker je kralj nadaljeval nedovoljeno razmerje, je papež priležnico izobčil.

### PokristjanjenjeBolgarov
Poglavar bolgarske države Boris se je želel povezati s papežem in njegovimi misijonarji. Ko je pa vladala huda lakota, so ga napadli Bizantinci in prisilili, da sprejme carigrajske misijonarje – Grke. Leta 863 se je knez Boris dal krstiti. Za mlado bolgarsko Cerkev je želel pridobiti avtonomnost, kar pa je patriarh Fotij zavrnil. Boris se je obrnil s  prošnjo za misijonarje na papeža. V odgovoru Borisu (Responsa Nicolai ad consulta Bulgarorum) je Nikolaj I. Borisu podrobno razložil ter poslal misijonarje pod vodstvom škofa – poznejšega papeža Formoza, ni mu pa ustregel s podelitvijo cerkvene samostojnosti. Tako se je Boris zopet začel ozirati na Carigrad. 870 je Četrti carigrajski koncil (869-870) Bolgarom odobril cerkveno samostojnost, kar je deželo dokončno pridružilo carigrajskemu patriarhatu.

### Spor sFotijem
Od kar je cesr Konstantin prenesel cesarsko prestolnico iz Rima v Carigrad, je nastalo med njima tekmovanje, rivalstvo in nasprotovanje. Na Vzhodu so bizantinski cesarji najprej vplivali, da je tudi Bizanc dobil patriarha; zatem je Carigrad zahteval zaporedje takoj za Rimom; pozneje se je z Rimom začel enačiti tudi v verskih zadevah - nazadnje pa to ni bilo zadosti: Carigrad se je začel nad Rim poviševati. Čudno je le, da je prišlo do razkola med Rimom in Carigradom prav v času, ko sta na njunem vrhu bila zgledna moža. Carigrajski patriarh je bil Ignacij – pobožen, učen in dobronameren mož, rimsko Cerkev pa je krmaril papež Nikolaj, čigar odlične lastnosti so bile že omenjene. Ignacij se je trudil, da bi ozdravil rane, ki jih je zadalo slikoborstvo in popravil nravno izprijenost. V tem ga je zelo podpirala pobožna mati Teodora, naravna varuhinja mladoletnega cesarja  Mihaela. Žal pa je njen mlajši brat Bardas, ki se je hotel polastiti prestola, zapeljal neizkušenega mladeniča skozi bučne zabave v družbo deklet in fantov sumljive moralnosti, da si je na koncu zaslužil vzdevek Pijanec. Ignacij je Bardasa večkrat opomnil; ko vse ni nič zaleglo, mu je na Svete Tri kralje 857 odrekel obhajilo. Bardas ga je v svoji maščevalnosti odstavil s patriarškega sedeža pod pretvezo razžalitve veličanstva in ga izgnal v samostan, na njegovo mesto pa je povzdignil Fotija (Photios). Le-tega je sikrakuški odstavljeni nadškof Gregor v šestih dneh iz laika posvetil v škofa. To je bilo v nasprotju z veljavnimi cerkvenimi predpisi in je povzročilo negodovanje med duhovščino in verniki. Zategadelj si je hotel Fotij zagotoviti podporo z najvišjega mesta ter je poslal k papežu poslanstvo s sporočilom, da se je Ignacij službi odpovedal prostovoljno in da je Fotij stopil na njegovo mesto le na zahtevo ljudstva. Obenem je prosil papeža, naj pošlje poslanstvo zaradi koncila, ki bo napravil konec slikoborstvu. Papež se ni dal preslepiti, ampak je razglasil Fotijevo posvečenje za neveljavno ter poslal dva škofa v Carigrad, da bi zadevo podrobneje raziskala.
 
Fotij je zvijačno pridobili na svojo stran poslanca, kakor tudi vzhodne škofe, ki so razglasili za zakonito tako Ignacijevo odstavitev kakor tudi Fotijevo postavitev. Ignaciju pa se je posrečilo pobegniti in poslati v Rim pretresljivo pismo, iz katerega je papež videl izdajstvo svojih poslancev in zvijačnost Bizantincev. 863 je sklical Nikolaj sinodo v Rimu, kjer so papeške odposlance, ter Fotija in njegove privržence izobčili, vse njegove cerkvene dejavnosti razglasili za nične, njega samega pa pozvali v Rim, da bi se opravičil. Fotiju pa to ni prišlo niti na kraj pameti, ampak je on sam hotel nahujskati zahodne škofe in cesarja Ludvika II. zoper papeža. Izrabil je spreobrnjenje Bolgarov in obtožil Zahod herezije. Pridobil je cesarja Mihaela za sinodo, ki je 867 v Carigradu izobčila papeža. Nikolaj je uvidel, da to vodi v razkol; zato je še enkrat poslal poslanstvo v Carigrad, zahodne škofe pa povabil, naj skličejo sinode, katerih sklepe naj pošljejo v Rim. To je bilo njegovo zadnje dejanje – pa tudi cesarjevo. Kmalu nato je bil namreč v uporu ubit.

### Krščanstvo vPanoniji
Kot protiutež za doživete bridke neuspehe je bilo papežu v zadoščenje, da je mogel sprejeti v krilo  katoliške Cerkve slovanske narode, ki so živeli v Panonski nižini. Poleg tega sta solunska brata Konstantin in Metod spreobrnila na Kavkazu živeče Hazare ter našla v Hersonu na polotoku Krimu relikvije svetega papeža Klemena, ki sta jih prinesla s seboj v Carigrad, kamor je prav takrat prišel prosit oznanjevalcev moravski knez Rastislav. Cesar Mihael III. ga je opozoril na brata, ki sta bila vešča slovanskega jezika. Za apostolat sta se dobro pripravila: prevedla sta sveto pismo na slovanski jezik, za katerega sta iznašla potrebne črke (glagolica). 863. sta se napotila na Moravsko, kjer ju je ljudstvo sprejelo z velikim navdušenjem ter je koprneče poslušalo oznanjevanje evangelija v svojem jeziku, rado sodelovalo pri bogoslužju, prispevalo veliko novih duhovnih poklicev, a obenem obrnilo hrbet latinsko-nemškim duhovnikom. Iz tega so nastali hudi spori, saj so Nemci so ovadili brata v Rimu zaradi herezije in Nikolaj ju je pozval na zagovor. Ker sta poleg slovanskih knjig prinesla s seboj tudi relikvije papeža Klemena, ju je njun naslednik – preudarni in učeni Hadrijan sprejel z vso častjo in posvetil Metoda za škofa. Med potjo sta se ustavila pri slovenskem knezu Koclju  in ga pridobila za slovansko bogoslužje.
V Spodnji Panoniji je od leta 862 kot mejni grof vladal Pribinov sin Kocelj. Tudi on je postavil vrsto cerkva - po božiču 864 je nadškof Adalvin posvetil kar 11 novih cerkva - in podpiral rast krščanstva v tesni povezavi s Salzburgom. Razmere so se precej spremenile z nastopom solunskih bratov Cirila in Metoda. Na prošnjo kneza Rastislava sta 863 prišla kot misijonarja na Moravsko. Ciril je že prej sestavil slovansko abecedo. Ustanovila sta šolo, kjer sta mlade može pripravljala za cerkveno službo, hkrati pa prevajala bogoslužne knjige. Na Moravském sta se mudila 40 mesecev, potem sta se ustavila v Panoniji pri knezu Koclju. Tu sta se oprla na misijonsko dejavnost salzburških duhovnikov in prevzela že razširjene obrazce molitev in nagovorov. Kocelj sam je »vzljubil slovanske knjige« in dal bratoma petdeset učencev, da bi jih pripravila za cerkveno službo v domačem jeziku. Papež Nikolaj I., ki je v tem času bil že v sporu s patriarhom Fotijem, čigar učenec je bil tudi Ciril, je torej solunska brata povabil v Rim, da bi si prišel na jasno o njuni pravovernosti. Preden sta brata prispela tja, je Nikolaj bil že mrtev.

## Smrt
Papež Nikolaj I. je umrl 13. novembra 867 v Rimu. 
 
Pokopan je v Baziliki svetega Petra v Vatikanu. 

Njegov god  je 13. novembra. Kanoniziral ga je Urban VIII.

### Ocena
Njegov pontifikát je na zahodu vsaj začasno povečal ugled in moč papeštva, že stari razdori med vzhodom in zahodom pa so se v njegovem času še poglobili.